# NGC 6206
NGC 6206 est une galaxie lenticulaire située dans la constellation du Dragon. Sa vitesse par rapport au fond diffus cosmologique est de 5 504 ± 20 km/s, ce qui correspond à une distance de Hubble de 81,2 ± 5,7 Mpc (∼265 millions d'al). NGC 6206 a été découverte par l'astronome américain Lewis Swift en 1886. Cette galaxie a aussi été observée par l'astronome français Guillaume Bigourdan le 13 aout 1888 et elle a été inscrite à l'Index Catalogue sous la désignation IC 1227.